# Dialetto brindisino
Il dialetto brindisino o dialetto salentino settentrionale è un dialetto parlato a Brindisi e in molti comuni limitrofi, pur esistendo delle differenze minime tra i vari comuni, la radice resta invariata. Costituisce la variante settentrionale del salentino.

## Diffusione territoriale
| Provincia di Brindisi | Provincia di Taranto |
| --- | --- |
| - Brindisi (Brinnisi o Brindisi), - Carovigno (Carvigni o Carvignu) - Erchie (Erchi) - Francavilla Fontana (Francaidda o Francavidda), - Latiano (Latianu), - Mesagne (Misciagni o Misagni), - Oria (Oria), - San Vito dei Normanni (Santu Vitu), - Torre Santa Susanna (Torri), | - Avetrana (Aitrana o Avitrana), - Carosino (Carusinu), - Faggiano (Faggianu), - Fragagnano (Fragnanu o Fracagnanu), - Grottaglie (li Vurtagghje o Crottagli). - Leporano (Lupranu), - Lizzano (Lizzanu), - Manduria (Manduria o Manturia), - Maruggio (Maruggiu), - Monteiasi (Muntiasi) - Monteparano (Muntiparanu) - Pulsano (Puzanu o Pusanu) - Roccaforzata (La Rocca) - San Giorgio Jonico (San Giorgiu o San Giorgi) - San Marzano di San Giuseppe (Sammarzanu), - Sava (Sava), - Torricella (Turricedda o Turiscedda), |

Il brindisino, inoltre, influenza alcuni dialetti del Nord Leccese e del Sud Brindisino.

## Segni fonetici dialettali
Per facilitare la lettura del dialetto, nella scrittura si usano diversi segni fonetici:
- j = la j, quando è seguita da vocale, si legge i e non è mai accentata, es. jaddìna (gallina); jàbbu (meraviglia, beffa); jàttu (gatto).
- ẓ = è la z pronunciata forte, anche in alternativa alla doppia z iniziale, es. prendere, afferrare: zzicari ẓiccari, ramoscello secco: zzippu ẓippu.
- ŝ = indica la pronuncia strascicata del gruppo sc per distinguerla dalla pronuncia asciutta dello stesso gruppo, spesso peraltro la differente pronuncia comporta un significato diverso, es: ŝcamari, che vuol dire "richiamare"(letteralmente, ma viene più comunemente usato per dire "miagolare"), guaire, alla terza persona dell'indicativo presente diventa ŝcama (miagola, la jàtta ŝcama la gatta miagola), mentre scamari, con pronuncia asciutta, equivale in italiano a squamare il pesce e scama è la squama; altro esempio è mbiŝcari mischiare, mentre mbiscari, con pronuncia asciutta, significa incollare.

## Differenze dalle altre varianti salentine
Dal salentino centrale e meridionale si distingue, oltre che per la pronuncia di alcune parole, la caratteristica di trasformare la "e" finale di parola in italiano in "i". Ad esempio:
- Il mare diventa lu mare in salentino standard e lu mari in brindisino. Il melone diventa lu milune in salentino centro-meridionale e lu muloni in brindisino.

Il gruppo della doppia ll in italiano, diventa dd in brindisino. Ad esempio:
- Il Cavallo diventa lu cavaḍḍu in salentino centro-meridionale e lu cavaddu in brindisino oppure bel ragazzo che in brindisino diventa "Iannu Beddu".

## Differenze interne
Il dialetto brindisino, pur essendo parlato in una vasta area, è diverso da luogo a luogo, da paese a paese. Tuttavia non si può parlare di vere e proprie diversificazioni, ma di accenti diversi.
Ad esempio, nel comune di Manduria il verbo mangiare è espresso con la parola manciàri proprio come a San Vito dei Normanni, pur essendo molto lontani tra loro, ma nei vicini comuni di Maruggio, Avetrana o Lizzano la parola usata è mangiàri proprio come a Brindisi, a pochi chilometri da San Vito dei Normanni.
Nella maggior parte dei comuni la parola quello è espressa con la parola curu, ma in alcune altre zone, la parola diventa quiru e in altre ancora la parola è mutata in cuddu o quiddu.
La parola uovo a Brindisi e dintorni è ovu, ma nella zona di influenza del dialetto di Lecce città (come Manduria), può diventare ueu, o similarmente "Uevu".
La v intervocalica tende a cadere: la parola "uva" può passare dall'ua in manduriano e avetranese, savese o in dialetto lizzanese, in uva in maruggese; il verbo piovere si può dire chjòiri in alcune zone come Manduria e Avetrana e chjòviri in altre, come Maruggio e Brindisi.
Una grande differenza è da notare: nel brindisino molte parole contengono il suono gghji, che nel tarantino meridionale diventa ji. Es.
- pìgghja lu pani nel brindisino e in alcune zone del tarantino come Lizzano o Pulsano
- pìja lu pani nella maggior parte del tarantino

Inoltre dei suoni a nel brindisino diventano o nel tarantino. Es. 
- quedd'atra o quer'atra nel brindisino
- quedd'autra / quedd'otra o quer'otra nel tarantino

Un'altra differenza esiste tra la u nel brindisino che diventa i nel tarantino. Es.
- lu muloni nel brindisino
- lu miloni nel tarantino eccetto alcuni paesi quali Sava, Manduria, Avetrana, ecc.

Alcune parole cambiano radicalmente; per dire mio padre:
- ttànuma o ttànema (area brindisino-tarantina settentrionale)
- sirma o sièrma (area brindisino-tarantina meridionale)

Ma le differenze non finiscono qui; ci sono differenze anche nella coniugazione di molti verbi:
- quedda ŝtava a Brindisi, Lizzano e Manduria
- quedda / quera ŝtia ad Avetrana
- quedda / quera ŝtera a Sava
- quera ŝtava a Grottaglie, San Giorgio Jonico, a Pulsano e a Monteparano
- a mmei nel brindisino e nella parte più orientale della provincia di Taranto
- a mmeni a Fragagnano
- a mme' a Grottaglie e Pulsano
- a mmene a Monteparano
- loru fannu a Brindisi e Maruggio
- loru fàciunu a Lizzano, Pulsano, Sava e a Monteparano

### IlPadre nostronel dialetto brindisino

#### A Brindisi
Ttani nueštru
Ttani nueštru
ca štai a 'ncielu
cu eti santificatu lu nomi tua
cu vveni lu regnu tua
cu veni fatta la vuluntati tua
comu a 'ncielu cussini a 'nterra
tandi osci lu pani nueštru ti tutti li ggiurni
e pirdùnindi li piccati nueštri
comu nui li pirdunamu alli tebbituri nueštri
e no ndi 'ndùciri a 'ntantaẓẓiòni
ma llìbbirindi ti lu mali.
E cussi' ssia.

#### A Manduria
Siri nuesciu
Siri nuesciu
ca štai a 'ncielu
cu ssia santificatu lu nomi tua
cu bbeni lu regnu tua
cu ssia fatta la uluntà tua
comu a 'ncielu cussi' a 'nterra
tanni osci lu pani nuesciu sciurnalieru
e pirdònini li piccati nuesci
comu nui li pirdunamu alli tebbituri nuesci
e no' nni 'nnùciri 'ntintaziòni
ma llìbbirini ti lu mali.
E cussi' ssia.

#### A Lizzano
Tata nueštru
Tata nueštru
ca štani a 'ncielu
cu ssia santificatu lu nomi tua
cu vveni lu regnu tua
cu ssia fatta la uluntàti tua
comu a 'ncielu cussi' a 'nterra
tanni osci lu pani nueštru sciurnalieru
e pirdùnini li piccati nueštri
comu nui li pirdunamu alli tiebbituri nuestri
e no nni 'nnùciri 'ntantaẓẓiòni
ma llìbbirini ti lu mali.
E cussi' ssia.

#### A San Pancrazio Salentino
Siri nuesciu
Siri nuesciu
ca stai a 'ncielu
cu ssia santificatu lu numi tua
cu bbegna lu regnu tua
cu ssia fatta la volontà tua
comu a 'ncielu cussi' a 'nterra
tanni osci lu pani nuesciu quotidianu
e pirdùnini li piccati nuesci
comu nui li pirdunamu alli tebbituri nuesci
e no nni 'nnùciri 'ntantazẓẓioni
ma llìbbirini ti lu mali.
E cussi' ssia.

#### A Maruggio
Siri nuèštru
Siri nuèštru
ca štai a 'ncielu
cu ssia santificatu lu nomi tua
cu vveni lu regnu tua
cu ssia fatta la vuluntà tua
comu a 'ncielu cussì an terra
tanni osci lu pani nuèštru quotidianu
e pirdònini li piccati nuèštri
comu nui li pirdunàmu alli debbitùri nuèštri
e no nni 'nnùciri a 'ntantażżiòni
ma lìbbirini ti lu mali.
E cussi' ssia.

#### A Monteparano
Ttàni nueštru
ca štè 'ncielu
sia santificàtu lu nomi tua
cu 'vveni lu regnu tua
sia fatta la vuluntà tua
comu 'ncièlu cussì 'ntérra
tanni osci li pani nueštru quotidiànu
e pirdònine li piccàti nuèštri
comu nui li pirdunàmu alli debbitùri nuèštri
e no nni 'nnùciri 'ntantażżiòni
ma lìbbirini ti lu mali.
E cussi'ssia.

## Caratteristiche proprie
Spesso i verbi all'infinitivo con accento piano vengono troncati quando non sono legati da un complemento oggetto o altro:
- andare: sceri/sciri = scè/scì
- avere: averi/aviri = avè/avì
- tenere: tineri/tiniri = tinè/tinì
- mangiare: mangiari/manciari = mangià/mancià

Alcuni verbi che in italiano hanno l'accento piano, si usano in due forme, una che conserva l'accento parossitono, l'altra che lo ritrae di una sillaba:
- cucire: cusìri/cusèri o còsiri
- dormire: turmìri/turmèri, dòrmere/dòrmiri
- riempire: anchìri/anchièri o ènchiri
- sentire: sentìri/sintèri o séntiri
- vedere: vitéri o vètiri

Il verbo ausiliare avere è spesso sostituito dal verbo tenere: 
- anziché "avere fame" si preferisce "tiniri/tineri fami", o anche "purtari fami".

Come in tutte le varianti del salentino, i verbi intransitivi vogliono l'ausiliare avere, al contrario dell'italiano che vuole il verbo essere
- quindi "io sono andato a Brindisi" diventa "iu agghiu sciutu a Brindisi o iu aggia/aggiu sciutu a Brindisi.
- il verbo avere viene anche usato in sostituzione del verbo dovere: "aggia/u (f)fari risu cozzi e patani" significa "devo fare riso patate e cozze(tipico piatto della tradizione brindisina)"

### Nomi

#### Plurale dei nomi
Il plurale dei nomi si forma solitamente cambiando la desinenza in i.
- casa: casa, casi
- palla: palla, palli

Per alcuni altri nomi cambia la radice. Se sono presenti vocali o, diventano u
- biacco: scursoni, scursuni
- melone muloni, muluni
- monte: monti, munti

Ma ci sono molte eccezioni. Molti nomi formano un plurale irregolare, con desinenza in uri (dal neutro latino corpus pl. corpora):
- trullo: truddu, trodduri
- buco: bucu o busciu, bocuri
- gomito: utu, oturi
- secchio: sicchiu, sècchiuri

### Pronomi

#### Pronomi personali soggetto
- iu / ju (arcaico: jui; ancora più antico: juni)
- tu / tui / tuni/tune
- iddu (m.), edda (f.)
- nui
- vui / ui
- loru / iddi

#### Pronomi dimostrativi
- questo: quištu cuštu 'štu
- questa: questa quista sta
- questi/queste: quisti sti
- quello: cuddu quiddu curu quiru ddu
- quella: quedda quera dda
- quelli/quelle: quiddi quiri ddi

### Aggettivi

#### Comparativo di maggioranza
- 'cchiù + aggettivo

es. Cchiù granni (Più grande)

##### Eccezioni
- buenu (bene) - megghiu (meglio)

es. Eti megghiu cu faci/fani cussini (È meglio che tu faccia così)
- mali (male) - pèsciu (peggio)

es. Ci faci/fani/fa cussìni eti pèsciu pi 'ttei

#### Aggettivi possessivi
| Maschile Singolare - mia - tua - sua - nuestru / nuesciu/nueštru - vuestru / uesciu - loru Femminile Singolare - mia/ mea - tua/ toa/ tova - sua/soa/sova - nostra / noscia/ noštra - vostra / voscia / oscia/voštra - loru | Maschile Plurale - mia - tua - sua - nuestri / nuesci/nueštri - vuestri / vuesci/vueštri - loru Femminile Plurale - mia - tua - sua - nuestri / nuesci/nueštri - vuestri / uesci/nueštri - loru |

È da ricordare che gli aggettivi sono invariabili per genere nelle persone singolari e nell'ultima persona plurale.
A volte, solo per le parole che indicano parentela, gli aggettivi possessivi al singolare cambiano: non si premettono al nome ma ne diventano parte alla desinenza
- mio = -ma
- tuo = -da o -ta
- suo = -sa

Esempio:
- tani/attani/siri = padre / tanuma/ttanima/ttanma/sirma/sierma = mio padre / tanuta/ttanita/ttanta/sirda/sierda = tuo padre / tanusa/sirsa/ttansa = suo padre
- cagnatu/canatu/canate = cognato / cagnatuma/canatuma/canatima/canatma = mio cognato / cagnatuta/canatuta/canatita/canatta = tuo cognato / cagnatusa = suo cognato

### Verbi

#### Verbo Essere (Essiri)
| persona            | Indicativo presente             | Imperfetto                | Perfetto                  | Passato Prossimo                                        |
| ------------------ | ------------------------------- | ------------------------- | ------------------------- | ------------------------------------------------------- |
| Ìu Ju' Jou         | sontu (so') suntu (su')         | era                       | foi fuei fou              | aggia statu / aggiu statu/agghiu štato                  |
| Tui Tuni Tu'       | sinti                           | jeri                      | fuešti                    | ha statu/ ha štato                                      |
| - Iddu - Edda Idda | eti ete je'/gghjè è (ausiliare) | era                       | foi/fo' fuè fueu          | je statu / è statu/ è štato                             |
| Nui                | simu                            | erumu                     | fuemmu fummu              | amma stati / amu stati/mmu štati/mmu štato              |
| Vui Ùi             | siti                            | eruvu / erubu/eriti/ervte | fuèštivu fuešti           | ata / atu/avita/aviti stati/aviti štato                 |
| Loru Iddi          | sontu (so') suntu (su')         | erunu                     | fora fuerunu furunu fuera | anna stati / onna stati / annu stati/onu štati/so štati |

#### Verbo Avere (Aviri)
| persona         | Indicativo presente           | Imperfetto   | Perfetto                | Passato Prossimo                         |
| --------------- | ----------------------------- | ------------ | ----------------------- | ---------------------------------------- |
| Iu              | aggiu / agghiu / aggia        | aveva / avia | ebbi / ibbi / avivi     | aggia 'vutu / aggiu 'vutu / agghiu 'vutu |
| Tuni / Tui / Tu | ani / ai                      | avivi        | avisti                  | a 'vutu                                  |
| Iddu / Edda     | avi / ave / ai                | avia         | aviu                    | je/è 'vvutu                              |
| Nui             | avimu                         | aviumu       | ebbimu / ebbimu/ avemmu | amma 'vutu / ammu 'vutu                  |
| Vui / Ui        | aviti / aiti                  | aviuvu       | avisti                  | ata/aviti 'vutu/avit'avutu               |
| Loru / Iddi     | hannu / anna / onnu / aggiunu | aviunu       | ebburu                  | onn'avutu / ann'avutu                    |

#### Verbo Andare (Sciri)
| persona         | Indicativo presente      | Imperfetto             | Perfetto                                       | Passato Prossimo                            |
| --------------- | ------------------------ | ---------------------- | ---------------------------------------------- | ------------------------------------------- |
| Iu              | vou / vao / au / ou/voco | sceva / scia           | sciu / scivi / scii                            | aggia sciutu / aggiu sciutu / agghiu sciutu |
| Tuni / Tui / Tu | vani / vai / ai/         | scivi                  | scisti                                         | a sciutu                                    |
| Iddu / Edda     | va / vai / ai/vvè        | sceva / scia           | sciu / scì/scio                                | è sciutu / je sciutu                        |
| Nui             | sciamu                   | sciumu                 | scemmu                                         | ammu sciuti/ammu sciuto / amma sciuti       |
| Vui / Ui        | sciati/sciate            | sciuvu /scevvu/ sciupu | scevvu / scistupu / scistuvu / scistivu/sciste | ata sciuti/avutu sciuti                     |
| Loru / Iddi     | vannu / onnu /annu/vonu  | sciunu/scevunu         | scerunu / sciunu / scera                       | anna sciuti / onna sciuti/onu sciuti        |

#### Verbo Fare (Fari)
| persona         | Indicativo presente | Imperfetto              | Perfetto                          | Passato Prossimo                |
| --------------- | ------------------- | ----------------------- | --------------------------------- | ------------------------------- |
| Iu              | fazzu               | facia / faceva          | figgi/feci/faciu/facivi           | aggiu fattu /aggia fattu        |
| Tuni / Tui / Tu | faci / fani         | facivi                  | facisti                           | a fattu                         |
| Iddu / Edda     | faci/face           | facia / faceva          | feggi/feci                        | je fattu / è fattu              |
| Nui             | facimu              | faciumu/facemmu         | facemmu                           | amu fattu / amu fattu           |
| Vui / Ui        | faciti              | faciuvu/facisti/facevvu | facistivu / facistuvu/ facisti    | atu fattu                       |
| Loru / Iddi     | fannu/fàciunu       | facìunu/facevunu        | feggira / fecira / feceru/ facera | annu fattu/onnu fattu/onu fattu |

#### Verbo Potere (Puteri)
| persona         | Indicativo presente | Imperfetto       | Perfetto              | Passato Prossimo       |
| --------------- | ------------------- | ---------------- | --------------------- | ---------------------- |
| Iu              | pozzu               | putia            | puezzi                | aggia/agghiu pututu    |
| Tuni / Tui / Tu | puei / puè          | putivi           | putisti               | a pututu               |
| Iddu / Edda     | pò/pòti             | putia            | putetti / potti       | je pututu / è pututu   |
| Nui             | putimu              | putiumu          | putemmu               | amma pututu            |
| Vui / Ui        | putiti              | putiuvu/ putevvu | putiŝtivu / putiŝtuvu | ata/aviti pututu       |
| Loru / Iddi     | ponnu               | putiunu          | putera                | anna /onna/ onu pututu |

#### Gerundio
Varia parecchio da zona a zona: nei centri più vicini a Taranto (Pulsano, Leporano, San Giorgio Jonico, Monteparano, Faggiano e Roccaforzata), "io sto dicendo" diventa "Iu ŝtoc'a ddico/u", mentre "io stavo dicendo" diventa "Iu ŝtè ddiceva".
Invece già a Fragagnano e Lizzano, la prima frase diventa "iu ŝtè/ŝtà ddicu" e l'altra "iu ŝtè/ŝtà dicìa".

### Alcuni verbi coniugati al presente
| Dormire: Tormiri/Ddormiri - ìu tormu/ddormu - tui turmi/ddurmi - iddu/edda tormi/ddorme - nui turmimu/ddurmimu - vui turmiti/ddurmite - iddi/loru tormunu/ddormunu Stare: Stari - ìu štau/štou/štocu - tu štai/štani/štè - iddu/edda šta/štai/štè/stei - nui štamu - vui štati - iddi/loru štannu/štonu Dare: Tari - ìu tau/tou/tocu/ddocu - tu tai / tani/ddè - iddu/edda tai/tà'/de(i)/ddè - nui tamu - vui tati - loru/iddi tannu/tonu Comprare: Ccattàri - ìu ccattu - tu ccatti - iddu/edda ccatta - nui ccattàmu - vui ccattàti - loru/iddi ccàttunu | Correre: Fùciri - ìu fucu/fusciu - tui fuci/fusci - iddu/edda fuci/fusci - nui fucìmu/fuscìmu - vui fucìti/fusciti - loru/iddi fùcunu/fùciunu/fusciunu Dovere: Avìri a/Avèri a - ìu aggiu a/agghiu a/aggi'a/hogghi'a - tui h'a/hai a/à'a - iddu/edda avi a/av'a - nui amu a/am'a/m'a - vui atu a/at'a/t'a - loru/iddi hannu a/hann'a/ànn'a/hòn'a Morire: Murìri/Murèri - ìu mueru/moru - tui mueri - iddu/edda mori - nui murìmu - vui murìti - loru/iddi muèrunu/mòrunu Volere: Vulìri/Vulèri - ìu vogghiu/voju/ogghiu/oju - tui vuei/'uei/vuè'/bbuei/bbuè - iddu/edda voli/oli - nui vulìmu - vui vulìti - loru/iddi vòlunu | Entrare: Trasìri/Trasèri - ìu trasu - tui trasi - iddu/edda trasi - nui trasìmu - vui trasìti - loru/iddi tràsunu Camminare: Caminàri - ìu camìnu - tui camìni - iddu/edda camìna - nui caminàmu - vui caminàti - loru/iddi camìnunu Trovare: Acchiàri - ìu àcchiu - tui àcchi - iddu/edda àcchia - nui acchiàmu/'cchiàmu - vui acchiàti/'cchiati - loru/iddi àcchiunu Rompere: Scasciàri/Ròmpiri (derivato dall'italiano)/Scuppari (riferito a cose di vetro) - ìu scasciu/rompu/scoppu - tui scasci/rumpi/ruempi/scueppi - iddu/edda scascia/rompi/scoppa - nui scasciàmu/rumpìmu/scuppàmu - vui scasciàti/rumpìti/scòppunu - loru/iddi scàsciunu/ròmpunu/scòppunu |

## Esempi
(Catone Tersonio, prime battute di "L'eredità... ti lu nonnu Nicola", commedia mesagnese)

### Parole di uso comune
| - 1: unu - 2: toi - 3: treti/trete - 4: quattru - 5: cincu - 6: sei - 7: setti - 8: ottu - 9: novi/noi - 10: teci/tieci 11: untici 12:tutici 13:tridici 14:quatturtici 15:quintici - 100: cientu - 1.000: milli | - lunedì: lunitìa - martedì: martitìa - mercoledì: merculitìa - giovedì: sciuvitìa/sciuitìa... - venerdì: vinirdiìa - sabato: sàbbutu - domenica: tumènica, tumenaca, tumenuca | - gennaio: ginnaju/scinnaru - febbraio: firbaru/fibbraju - marzo: marzu - aprile: aprili/abbrili - maggio: maggiu - giugno: giugnu - luglio: luju - agosto: acostu - settembre: sittembri - ottobre: ottobbri - novembre: nuvembri - dicembre: ticembri |

### Altri vocaboli di largo uso
| - accendere: 'mpicciari, ampicciari, ppicciari, pizzicare - accorgersi: addunarsi/'ddunari-si - adesso: moi/moni/mo (cfr. lat. modus) - addormentarsi / addormentato (anche fig.): 'ddurmèsciri / 'ddurmisciutu - albero: arulu, arvulu, arvuru, a(u)rlu - albicocca: liberza, crisommulu (cfr. gr. krysomelon, frutto dorato) - alto: jertu, jartu - basso: vasciu/bbasciu - alzare: azari,azzari - andare: sceri/scè, sciri/scì - anello: anieddu - angolo: cantoni, pizzùlu, anglu (cfr. it. angolo) - appunto / apposta / perciò: pusitì(v)u, pusitìa, pirdenni - arancia: marangia, marancia - avanti: nanzi/annanzi, nanti/annanti - dietro: tretu/dretu, retu - dentro: intra/intru, 'ntra, nta - fuori: fori (usato anche per indicare la campagna, poiché anticamente l'unica occasione per stare fuori casa era quasi ed esclusivamente il lavoro nei campi) - di fianco: a 'ncocchi, ti cošti - mandarino: marandinu, mandarinu - bacio / baciare: vasu / vasari, bbaciu/bbaciari (cfr. it. bacio, baciare) - bambino/a: piccinnu/a, mbambinu/mmamminu (rivolto soprattutto a Gesù Bambino, che diventa "lu Mbambinieddu/Mmamminieddu") - barattolo (di latta): bbu(v)atta (cfr. fr. boîte) - battesimo: bbattesumu, bbattezzu, (v)attiesciu - bestemmia / bestemmiare: jaštema, jašt(i)mari - bocca: vocca - braccio: (v)razzu - cadere: catìri, catèri - calze: caz(i)etti, quasetti, casietti' - calzoni: cazi, cazuni, quasuni, casuni - cambiare: cangiàri/cangià, canciàri/cangià - camminare: caminàri/caminà, - capelli: capiddi - capitare: ccappàri, ccappà, - capriccio: picciu - carciofo: scarcioppula/o, scarcioffula - carota: pastinaca/paštnac - cavallo: cavaddu - chi: ci(ni), ci(ne) - chinarsi / inclinare: 'ddicà(ri), cuculisciarsi - chiodo: centra, cintroni (cfr. gr. kentron) - chitru: ghiaccio, freddo - ciliegia: cirasa, girasa (cfr. lat. cerasa) - civetta: cuccuvàscia (voce onomatopeica, cfr. alb. cucubaja) - cocomero: muloni sarginiscu o sarciniscu, muloni / miloni / mulone all'acqua - colore: culori (pl. culuri) - coltello: curtieddu - comprare: 'ccattà(ri) (cfr. tardo lat. ad captare) - comunione: com(m)unioni - coprirsi: 'mbucciarsi, ccucciarsi - scoprirsi: scummugghicarsi - cresima: cresuma - cucchiaio (da cucina) e cazzuola: cucchiaru / cucchiara, cazzodda - cugino: cursupinu, crussupinu (cfr. lat. consobrinus), cuŝinu, cugginu - cuocere / cotto: còciri / cuettu - destino: ananca (dalla divinità greca Ἀνάγκη, personificazione del fato), usato però soprattutto per indicare uno sfrenato desiderio di qualcosa, come un capriccio necessario, inevitabile da parte del soggetto in questione (detto "anancato") - dente/i: tenti, dienti - sdentato: sgangatu - (dente) molare: (v)angàli o mola - dire: ticiri, tiri - disordine: scittìsciu - dito: dìgitu, tìscitu - domani: crai o cre (cfr. lat. cras) - dopodomani: puscrai o piscrai, piscré (cfr. lat. post cras) - fra tre giorni: piscriddi - tra quattro giorni: piscroddi - domani mattina: crammatina, cremmatina - dopodomani mattina: piscrammatina, piscremmatina - domani sera: crassèra, cressèra - dopodomani sera: piscrassèra, piscressèra - dove: (a)ddò(ni) - lì / là: addà(i), adda(ni) - laggiù (in quel posto): (a)dd'amberu, (a)dd'ammeru - laggiù (in basso): (a)dd'abbasciu - là fuori: addafòri, dda nnanti, dda nnanzi | - (buona) educazione: 'bbona crianza - cattiva educazione: malicrianza - fave: fa(v)i - focaccia: puddica - foglia: fogghia, foja - foglia secca: fugghiazza, fujazza - forchetta (da cucina) e forcella (da capelli): furcina - formaggio: casu (cfr. lat. caseum) - fuoco: fuecu - fretta: 'mpressa, pressa, persa - gallo / gallina: iaddu, iaddina - gamba: jamma, anca - gengiva: sangìa (pl. sangi(v)i), sancìa - ginocchio: scinucchiu (pl. scinocchiuri) - gola / golosità: canna (dal gr. kanna, gola) - goloso: cannarutu - granchio: caùr(r)u, cra(v)uru - piccolo granchio, paguro di mare: caurrieddo, cauriella. - grandine: cran(d)ini - grembiule: sunale - grosso: cruessu - guardare / guardato: uardari / uardatu, trimèntiri / trimintutu - ieri: (a)ieri, iere - l'altro ieri: disterza (cfr. lat. dies tertia), 'nnusterza (cfr. lat. nudius tertias, a tre giorni da oggi) - tre giorni fa: nnusterzignu - innaffiare: 'ddaccuà(ri) - legna: gliona (più usato al pl. glioni / lioni) (cfr. tardo lat. ligneona, sup. di ligna, legna), turzu, štozzu - legna da ardere: cipponi, stozzi, ašca (pl. aschi) (cfr. lat. astula, pezzi di legno, dim. da as, assis, legno) - lampagione o cipollaccio col fiocco (Muscari comosum): lampasciuni o (v)ampasciuni o pampasciuni - lavoro / lavorare: fatìa, fatià(ri) (cfr. spagnolo fatigar), ma anche fiatàri per metatesi - lenzuaola: ghiascioni, ghiasciuni (cfr. tardo lat. plaiones) - lingua: lengua, lenga - lucertola (di campagna): lacerta, lucerta, (v)ucerta - lucertola (dei muri), tarentola: frascitana - lucertola di casa (domestica): carulena - lucciola: virmeluci - macelleria: uccerìa (cfr. fr. boucherie) - maestro (artigiano): mestru, mesciu, meštru - maestra (di scuola): mestra, mescia - magro: mazzu - mano: manu - maschio: masculu - femmina: femm'na, fimmina - melanzana: marangiana, maranciana - melone: muloni a ppani - mestolo da cucina: cuppinu - moglie: mugghieri, mujeri - neanche: mancu - negozio: nicoziu, putea (cfr. lat. apotheca) - nessuno: nisciunu - nuvola: nu(v)ula - occhio: uecchi(u) - oggi: osci (cfr. lat. hodie, con -di- > -sci-) - oliva: a(vu)lìa, - olio: uegghiu - orecchio: recchia - orecchiette: ricchitieddi, chiancaredde (ma a Brindisi: stacchioddi) - origano: ariènu - orzo: uergiu - paese: paisi, paisu - pancia: panza - patata: patana - perché: pirce(ni), piccè(ni) - pero / a: piru / peru - pero selvatico: calapricu (cfr. lat. calapricus) - pesciolin0 (marinato), per est. giovane smilzo: franfillicchio, franfullicchio (cfr. fr. franfeluche) - piazza: chiazza (cfr. lat. platea, con pl>ch) - piede: peti (pl. pieti) - pieno: chinu (cfr. lat. plenus, con pl>ch) - riempire: ènchiri, anchìri (cfr. lat. ìmplere [e implìre], con pl>ch) - pietra, sasso: petra - grande pietra, lastra (per pavimenti esterni): chianca (cfr. lat. planca, con pl>ch) - piovere: chiò(v)iri (cfr. lat. pluere > tardo lat. plovere, con pl>ch) | - poco: picca - a poco a poco: onz'a onza, a picca a picca - porto: portu - potare: putà(ri), mmunnà(ri) - prendere: pijiari, pigghiari - presepe: prisepiu, brisebbiu - pulire: pulizzari - qualcuno/a: quarchedunu/a (arc. sherchetunu), 'ncununu/a - Quaresima: Quaremba o Quaremma (per traslato anche donna brutta o sciatta e priva di buon gusto nel vestire) - raccogliere / raccolto (part. pass): ccòjiri / ccuetu, ccògghiri / ccotu - ragazzo/a (generico): (v)agnoni/a, uagnone/a - ragazza: vagnedda, uagnedda - ragazza nubile: vacantìa, signurina - bella ragazza: caròsa - ragazza da marito, fidanzata: zzita - rape: rapicàuli, rabbicàuli, rapi - risparmiare: šparagnà(ri) - ruota: rota - sacerdote: previti, prevte, preti, (fam. papa, spec. se seguito da nome proprio) - salita / salire: 'nchianata / 'nchianà(ri) - discesa: scinnuta, scinduta, scinnesa - saltare: zzompàri, zzumpà(ri), - saziare / saziarsi: bbinchià(ri), bbinchiarsi, bbuffarsi, bbuttarsi - scarafaggio: malota, 'mbalota, milota (cfr. lat. blatta) - scuotere, dare scossoni: šcutulà(ri) - sbrigarsi: manišcià(rsi) (cfr. sp. manejar) - sedano: acciu (cfr. lat. apium) - sedersi: (a)ssittarsi - seppellire: pri(c)à(ri), 'mpricà(ri) - sognare: sunnà(ri) - sopra: sobbra - sotto: sotta - spegnere: štutà(ri) - spensierato: scuscitatu (cfr. lat. ex-cogitatum) - sporco (e disordine): sì(v)u (cfr. lat. sebum), mmucatu, mmucitu - sporcare: 'nsivà(ri), 'nzivà(ri), mmucari - sporcizia: scilisciu, mbucaria, mmucaria, 'mmuscitia (usato anche per le cose di poco valore o vecchie) - sposarsi, sposato/a: 'nzurarsi, mmaritarsi, spusari - sposato/a: 'nzuratu/a - (donna) sposata: 'mmaritata - stanchezza: camascia (purtari ('na) camascia: essere sfaticato; cfr. gr. kamneo, mi affatico), fiacca - stendere (le membra del corpo): stinnicchiari, stindicchiari - stendere (i panni): spanniri, spannre, spandiri - strada: strata - stupido / instupidire: babbioni, babbari (cfr. lat. babbus, stupido) - suonare: sunà(ri) - svuotare / versare: vacari, 'ddvvacà(ri) - tagliare: tagghià(ri),tajari - talvolta, qualche volta: quarche vota, ncuna <v>ota, quarche fiata, ncuna fiata - tarantola (ragno della sp. lycosa tarentula): taranta, scarpioni - tardare: dimurari (cfr. lat. morari > trado lat. demorari) - tartaruga (di mare): cilona, (cfr. gr. kelòne) - testa: capu - tralci (di vite): sarmienti - travasare: sdivacari, 'ddvvacà(ri) - trovare (per caso o per necessità): (a)cchià(ri) (cfr. tardo lat. oculare = it. adocchiare) - uscire: assèri, assìri - uccello: acieddu (cfr. lat. avicellus, dim. da avis, uccello) - uovo: ue(v)u, o(v)u, pl. ovi - vaso (da fiore): crašta (cfr. lat. gaster > tardo lat. gastra) - vaso (da notte): cant(a)ru (cfr. gr. kantharos), catarieddu - vedovo/a: cattìu, cattìa (cfr. lat. captivus/a) - vendemmiare: (v)indimà(ri), (v)inn(i)mà(ri) - vino: mieru (cfr. lat. vinum merum = vino genuino) - volere: vulèri, (v)ulìri |

### Alcune frasi
Alcuni vocaboli sono espressi in più maniere dato che il dialetto cambia da paese a paese.
- Va' [a] pigghia/pija lu pani ti la putea qua all'àngulu Va' a prendere il pane dal negozio qui all'angolo
- Va' [a] còrchiti! Va' a coricarti
- 'Mbùcciti/'Ccùcciti ca faci friddu Copriti che fa freddo
- Sciàmundini/Sciàmmini/Sciàmmindini a mari Andiamocene al mare
- Sta [a] chiovi assai/motu, è megghiu/meju cu' non cci camini cu la màchina Sta piovendo molto ed è meglio che non vai con la macchina
- Muèviti/'Ccùjiti, ca faci assai/motu friddu qua fori Sbrigati che fa molto freddo qui fuori
- À'/È' cuetu/cotu/cueso li fungi jeri? Hai raccolto i funghi ieri?
- Quant'acqua ca sta [a] faci! Quanta pioggia che sta facendo!
- Lu pani stai sobbra allu taulu e li rapicauli stannu ntra la patella piccenna/piccinna ntra lu fricu; toppu ti li scarfi nu picca Il pane è sul tavolo e le rape stanno nella padella piccola nel frigo; poi te le riscaldi un po
- Osci facìa troppu cautu sobbra [a] mari e m'agghiu/aggia cuetu/cotu prestu Oggi faceva troppo caldo al mare e mi sono ritirato presto
- Mama e tanuma/sirma/sierma ànnu/ànna tittu ca ci no vau/vou megghiu/meju alla scola, no mi ricàlunu ḍḍu libbru Mia madre e mio padre hanno detto che se non vado meglio a scuola, non mi regalano quel libro
- - À' sciutu alla scola osci? - Noni ca agghiu/aggia statu cu la frevi/freve/frei forti ti ieri a stamatina - Sei andato a scuola oggi? - No perché ho avuto la febbre forte da ieri a stamattina
- Osci agghia/aggia sciri/scé a Tàruntu cu fatìu Oggi devo andare a Taranto per lavorare
- A Brìnnisi stasera è fattu assai/mota nevi A Brindisi stasera ha fatto molta neve
- Ti l'à' mangiata l'uva ca t'agghiu/aggia nutta jeri? Hai mangiato l'uva che ti ho portato ieri?
- Scià/Sci [a] cugghimu/ccujimu l'aulivi, ca ci spittamu n'atru/otru picca marcèscunu Andiamo a raccogliere le olive che un altro po marciscono
- Iu pensu ca n'atru/otru picca s'asa/s'ozza vientu forti! Nô vi ce tiempu! Io penso che tra un po si alzerà vento molto forte! Non vedi che tempo!
- Va [a] pigghia/pija lu mieru ti lu frantoju ca ndi/nni servi pi tumenaca Va a prendere il vino dal frantoio che ci serve per domenica
- Âm'a/Âmm'a sceri/sciri â messa cra' matina? Dobbiamo andare a messa domattina?
- Stàtivi citti, ca la piccenna/piccinna sta [a] dormi e ci si dèscita no pigghia/pija chiù suennu! State zitti che la bambina dorme e se si sveglia non si addormenta più!
- - Ce t'à' mangiatu osci? - Pasta e pasuli pi primu, nu picca ti pesci pi sicondu e la frutta. E tu ce t'à' mangiatu? -Che hai mangiato oggi? -Pasta e fagioli per primo, un po' di pesce per secondo e la frutta. E tu che hai mangiato?
- Ce dici, osci partimu? Che ne dici, oggi partiamo?
- Tu osci stai assai/motu tristi, ce t'è cappatu? Ce t'ànnu tittu? Oggi sei molto triste, che ti è successo? Che ti hanno detto?
- Do sta sciati? - Sta sciamu a Pusanu dô ziusa -Dove state andando? -Stiamo andando a Pulsano da suo zio
- Osci àv'a vineri/vinì canatuma/cagnatuma ti la Girmagna Oggi deve venire mio cognato dalla Germania
- À' vistu jeri? S'è crisimatu lu figghiu/fiju ti queḍḍa ti 'n cocchi casa nostra! S'acchia cu li tamu l'aucuri! Hai visto ieri? Si è cresimato il figlio della nostra vicina di casa! Dobbiamo fargli gli auguri!
- Ce t'à' cuetu/cotu? O hâ continuari ancora assai/motu? Ti sei sbrigato? O dovrai continuare ancora per molto?
- Nun cc'è cchiù tiempu, ḍḍi cosi li eri avut'a spediri jeri. Osci è troppu tardu, no li puè spedì cchiu Non c'è più tempo, quelle cose avresti dovuto spedirle ieri. Oggi è troppo tardi, non puoi spedirle più
- Tu sì màsculu, noni sorda Tu sei uomo, non tua sorella - per sottolineare in maniera ironica le capacità di qualcuno

### Alcuni proverbi
- Lu jabbu 'rriva e la jastema mbisca (con pronuncia asciutta del gruppo "sc") Chi si fa meraviglia o beffe degli altri prima o poi sarà oggetto della meraviglia o delle beffe altrui, e la bestemmia si incolla a chi la proferisce
- Lu bruttu ngiura, lu mbucatu cagnescia e lu scuncignatu si tai cuscitu Il brutto offende ed ingiuria, lo sporco schifa ed il fannullone si preoccupa (si usa per rimarcare i falsi moralismi)
- A ci fatìa na sarda, a ci no fatìa na sarda e menza A chi lavora una sarda, a chi non lavora una sarda e mezza (si usa per indicare che spesso che l'alacre viene meno ricompensato rispetto al fannullone)
- Li jerti so' pi cògghiri li fchi e li vasci pi fà li belli ziti Gli alti sono per raccogliere i fichi e i bassi per fare i bei ragazzi
- Lu Santu faci li miràculi e lu tiàvulu si fotti li rigali Il Santo fa i miracoli ed il diavolo si frega i regali
- Crištu tai lu pani a cinca no lu ròsica Dio dà il pane a chi non riesce a mangiarlo
- Quannu lu tiàulu ti ncarezza voli l'ànima Quando il diavolo ti accarezza vuole l'anima (indicato a chi richiama qualcuno solo per ottenere qualcosa)

Alcuni proverbi sono legati alla meteorologia:
- Quandu poni alla Cravara non cc'è ci la ripara - Quando il cielo è scuro verso la contrada Cravara piove sicuro (dialetto maruggese)

### Canzoni popolari
Vero e proprio "inno" della città di Brindisi è la canzone di Giovanni Guarino e musicata da Alfredo Vitale Va cantu pi te (mannaggia lu rimu):
Àvi n'ora ca sta spettu 

pi ce cosa tu no vieni, 

la sta faci pi dispiettu, 

ma pirceni, ma pirceni?
A renta a renta a la banchina 

vau vuiandu chianu chianu, 

ma sta varca no camina, 

no mi porta chiù luntanu!
Rit. Mannaggia lu rimu, no voli cu' voia, 

stasera di noia mi faci muriri 

Ci s'aza lu vientu mi tiru la vela, 

mi 'ssettu e cuntentu va cantu pi te.
Pi stu mari tutt'argientu

vannu e vennu vapurrini

e li varchi a cientu a cientu

cu lampioni e cuncirtini.
Vieni vieni beḍḍa mia,

sciamu a Santa Pulinari,

ca [n]cc'è festa, [n]cc'è 'lligrìa,

vieni nziemi a me a cantari
Rit. Mannaggia lu rimu, ...
Lu strumentu mia è stu cori

ca nisciunu lu 'ccumpagna,

agne gioia, agne dolori

sempri canta e mai si lagna.

Sulu sulu mi cunzumu,

ardu comu nu cipponi,

tuttu fiamma e tuttu fumu

sontu puru sti canzoni
Rit. Mannaggia lu rimu, ...
È da un'ora che sto aspettando
per quale motivo non vieni?
lo stai facendo per dispetto
ma perché, ma perché?
Vicino vicino alla banchina
vado vogando piano piano
ma questa barca non procede
non mi porta più lontano!
Rit. Mannaggia il remo, non vuole vogare
questa serata di noia mi fa morire.
Se si alza il vento sciolgo la vela,
mi siedo e contento vado a cantare per te.
Per questo mare tutto argento
vanno e vengono i vaporetti
e le barche a cento a cento
con lampioni e concertini.
Vieni vieni bella mia
andiamo a Sant'Apollinare
perché lì c'è festa e c'è allegria
vieni insieme a me a cantare.
Rit.
Lo strumento mio è questo cuore
che nessuno l'accompagna
ogni gioia, ogni dolore
sempre canta e mai si lamenta.
Solo solo mi consumo
brucio come un ceppo di vite
tutto fiamma e tutto fumo
sono pure queste canzoni.
Rit.